# Tipula (Eumicrotipula) philippiana
Tipula (Eumicrotipula) philippiana is een tweevleugelige uit de familie langpootmuggen (Tipulidae). De soort komt voor in het Neotropisch gebied.